# Takuji Yonemoto
Takuji Yonemoto (米本 拓司?, Yonemoto Takuji; Itami, 3 dicembre 1990) è un calciatore giapponese, centrocampista del Kyoto Sanga.

## Palmarès

### Club

#### Competizioni nazionali
- Coppa J. League: 2

FC Tokyo: 2009
Nagoya Grampus: 2021
- J2 League: 1

FC Tokyo: 2011
- Coppa dell'Imperatore: 1

FC Tokyo: 2011

### Individuale
- Miglior giocatore della Coppa J. League: 1

2009
- J. League Cup Premio Nuovo Eroe: 1

2009